# Bhikshu Simha
Bhikshu Simha (aussi Aryasimha, Simha Bhikshu ou d'autres transcriptions ; en sanskrit : Āryasimha, Ārasiṁha ou Siṃha Bhikṣu, ; en chinois simplifié : 师子尊者 ; chinois traditionnel : 師子尊者 ou 師子比丘,) est un moine indien du IIIe siècle considéré par la tradition du bouddhisme zen comme son vingt-quatrième patriarche.

## Biographie
Né en Inde centrale dans une famille brahmane, il meurt au Cachemire en 259, assassiné, par le leader d'une secte rivale[à vérifier].

## Postérité
La tradition du bouddhisme zen reconnait généralement Bhikshu Simha comme son 24e patriarche et voit en Vashasita son disciple et successeur direct. Toutefois, certaines écoles ne comptent pas Vasumitra et Vashasita dans la lignée des patriarches, Bhikshu Simha est de leur point de vue le 23e patriarche avec pour successeur Punyamitra[réf. nécessaire].
Le Fu fazang zhuan (un ancien recueil en chinois sur la transmission du Dharma) adopte un point de vue plus restrictif selon lequel le meurtre de Bhikshu Simha interrompt la lignée directe des patriarches qui se sont succédé de maître à disciple depuis Siddhartha Gautama.